# 平親範
平 親範（たいら の ちかのり）は、平安時代後期から鎌倉時代前期にかけての貴族・僧侶。桓武平氏高棟流、従三位・平範家の嫡男。官位は正三位・参議、贈正一位・左大臣。

## 経歴
鳥羽院判官代を経て、久安元年（1145年）近衛天皇の六位蔵人に補せられ、まもなく従五位下に叙爵した。伯耆守・勘解由次官を務めた後、後白河朝初頭の保元2年（1157年）正月に五位蔵人に補せられ、同年8月に父の平範家右大弁を辞する代わりに親範が右少弁に任ぜられる。その後は、保元3年（1158年）従四位下・右中弁、永暦元年（1160年）従四位上・左中弁、応保元年（1161年）正四位下、長寛2年（1164年）蔵人頭と後白河院政期前期に急速に昇進を果たし、長寛3年（1165年）参議に任ぜられ公卿に列した。
大弁（左大弁・藤原資長、右大弁・源雅頼）の職に空きがなかったこともあって、親範は参議任官時に弁官を離れ、嘉応3年（1171年）になって民部卿を兼ねている。またこの間、仁安3年（1168年）従三位に叙せられ、承安元年（1171年）正三位に至った。
承安4年（1174年）38歳の若さであったが、病気のため大原極楽院にて出家。戒師は来迎院縁忍、法名は相蓮房円智。
建保2年（1214年）には出雲寺を再興、同寺に父祖伝来の平等・尊重・護法の3寺を併せた堂を建立し、私領を寄進した。寄進地は、伯耆国宇多河東荘・矢送荘、但馬国木前荘。
承久2年（1220年）9月28日薨去。享年83。没後、正一位・左大臣の官位を贈られている。
著作として『親範記』（散逸）・『相蓮房円智記』がある。勅撰歌人として『千載和歌集』に1首入集。

## 官歴
『公卿補任』による。
- 時期不詳：鳥羽院判官代
- 久安元年（1145年） 11月21日：六位蔵人。12月30日：叙爵（前女御基子未給）
- 久安4年（1148年） 正月28日：伯耆守
- 仁平2年（1152年） 8月28日：勘解由次官（父辞廷尉申之）
- 久寿2年（1155年） 正月5日：従五位上（院御給）
- 久寿3年（1156年） 正月27日：停守
- 保元2年（1157年） 正月24日：五位蔵人。8月21日：右少弁（父辞右大弁申之）。10月22日：正五位下（造宮賞、伯耆守仲経譲）
- 保元3年（1158年） 2月21日：左少弁。2月3日：皇后宮大進（皇后・統子内親王）。8月5日：正五位上（臨時）。8月10日：権右中弁。8月11日：蔵人（新帝）。11月26日：右中弁、従四位下（白河院去保安四年未給）
- 平治元年（1159年） 2月13日：止大進（院号）
- 永暦元年（1160年） 8月27日：従四位上（八幡賀茂行幸行事）。10月3日：左中弁
- 応保元年（1161年） 10月21日：正四位下（松尾北野行幸行事）
- 長寛元年（1163年）9月7日：服解（父）。12月20日：復任
- 長寛2年（1164年） 正月21日：蔵人頭（重服間也）
- 長寛3年（1165年） 正月23日：参議、止弁
- 永万2年（1166年） 正月12日：兼讃岐権守
- 仁安3年（1168年） 3月11日：従三位（自閑院遷幸大内、本家賞）
- 嘉応3年（1171年） 正月18日：兼近江権守。4月7日：民部卿。4月27日：正三位（平野大原野行幸行事賞）
- 承安4年（1174年） 6月5日：出家
- 承久2年（1220年） 9月28日：薨去

## 系譜
- 父：平範家（114-1161）
- 母：藤原清隆の二女
- 妻：高階泰重娘
  - 男子：平基親（1151-?）
- 生母不明の子女
  - 男子：平俊親
  - 男子：平仙範
  - 男子：平信親
  - 女子：吉田定経室